# Shuqualak
Shuqualak és una població dels Estats Units a l'estat de Mississipi. Segons el cens del 2000 tenia 562 habitants.

## Demografia
Segons el cens del 2000, Shuqualak tenia 562 habitants, 214 habitatges, i 148 famílies. La densitat de població era de 190,3 habitants per km².
Dels 214 habitatges en un 36% hi vivien nens de menys de 18 anys, en un 38,3% hi vivien parelles casades, en un 28% dones solteres, i en un 30,8% no eren unitats familiars. En el 30,4% dels habitatges hi vivien persones soles el 12,1% de les quals corresponia a persones de 65 anys o més que vivien soles. El nombre mitjà de persones vivint en cada habitatge era de 2,63 i el nombre mitjà de persones que vivien en cada família era de 3,32.
Per edats la població es repartia de la següent manera: un 33,1% tenia menys de 18 anys, un 10,5% entre 18 i 24, un 24,9% entre 25 i 44, un 19,6% de 45 a 60 i un 11,9% 65 anys o més.
L'edat mediana era de 31 anys. Per cada 100 dones de 18 o més anys hi havia 74,9 homes.
La renda mediana per habitatge era de 21.875 $ i la renda mediana per família de 26.607 $. Els homes tenien una renda mediana de 28.750 $ mentre que les dones 22.596 $. La renda per capita de la població era de 12.051 $. Entorn del 30,7% de les famílies i el 29,2% de la població estaven per davall del llindar de pobresa.

## Poblacions més properes
El següent diagrama mostra les poblacions més properes.